# Tammy Thomas
Tammy Thomas (* ca. 1970 in Yazoo City, Mississippi) ist eine ehemalige US-amerikanische Radrennfahrerin.

## Sportliche Erfolge
2001 wurde Tammy Thomas Zweite im Sprint bei den UCI-Bahn-Weltmeisterschaften in Ballerup bei Kopenhagen. Im Jahr darauf errang sie einen ersten Platz im Sprint beim Weltcuprennen in Sydney.

## Doping und Prozesse
Im Jahr 2000 wurde Tammy Thomas bei den Qualifikationen für die Olympischen Spiele positiv auf Testosteron getestet; später ergaben Tests, dass sie 2001 zudem mit dem bis dahin nicht nachweisbaren Norbolethon gedopt gewesen war. Bei Ermittlungen offenbarten sich ihre Verbindungen zum Bay Area Laboratory (Balco), zu dessen Kunden auch die des Dopings überführten Leichtathleten Marion Jones und Tim Montgomery gehörten. Sie wurde lebenslang im Radsport gesperrt.
Bei der Befragung durch die „Grand Jury“ im November 2003 gab Thomas an, niemals Steroide genommen zu haben und keine Kundin von Balco gewesen zu sein. Im April 2008 wurde sie der Falschaussage für schuldig befunden, was Thomas mit verbalen Ausbrüchen quittierte. Drei Monate später wurde sie zu einem halben Jahr Hausarrest und fünf Jahren Bewährung verurteilt. Da Tammy Thomas nach dem erzwungenen Ende ihrer Radsport-Karriere Jura studierte, musste sie befürchten, niemals in einem Justizberuf tätig sein zu können.
Während Tammy Thomas beim Prozess im Jahr 2008 als schlanke, weibliche Person auftrat, fiel sie während ihrer Radsport-Karriere durch ein männliches Erscheinungsbild auf. Ein Drogenfahnder berichtete während des Prozesses im Frühjahr 2008, dass sie sich bei dem unangemeldeten Kontrollbesuch gerade das Gesicht rasiert und zudem ca. 20 Kilogramm mehr gewogen habe. Eine Ärztin bestätigte vor Gericht, Tammy Thomas habe im Jahr 2002 männliche Merkmale wie tiefe Stimme, Bartwuchs in Gesicht und auf der Brust sowie Glatzenbildung aufgewiesen.

## Nach dem Radsport
Tammy Thomas musste ihren Plan, Anwältin zu werden aufgeben. Heute (2013) lebt sie in Ridgeland, Mississippi, arbeitet als Personal Trainerin und organisiert Bootcamps. Sie leide, so ihre Angaben, unter den medizinischen und psychischen Folgen des Dopings und des folgenden Skandals. Zudem gab sie an, sie sei von ihrem damaligen Trainer Carlos Laborde sexuell missbraucht worden; dieser habe sie auch dazu gebracht, zu dopen.